# Geonoma divisa
Geonoma divisa är en enhjärtbladig växtart som beskrevs av Harold Emery Moore. Geonoma divisa ingår i släktet Geonoma och familjen Arecaceae. Inga underarter finns listade i Catalogue of Life.